# Neil Judd
Neil Merton Judd (Cedar Rapids, 27 d'octubre de 1887–19 de desembre de 1976) va ser un arqueòleg i antropòleg estatunidenc.
Judd va estudiar grec i llatí a la Universitat de Utah, on va descobrir l'arqueologia i fou deixeble del pioner en estudiar el sud-oest dels Estats Units Edgar Lee Hewett. El 1911 fou contractar com a conservador del departament d'arqueologia de l'antic museu Nacional dels Estats Units. Va encapçalar la primera missió arqueològica enviada pel govern federal al Chaco per tal de realitzar les excavacions de les ruïnes de Pueblo Bonito i Pueblo del Arroyo i va ser el descobridor i arqueòleg en cap de moltes ruïnes del poble amerindi anasazi de la regió de Four Corners, especialment les zones ubicades en el canyó del Chaco, una regió situada dins de la conca estructural de San Juan Basin, al nord-oest de Nou Mèxic.